# ハリーエンジェル
ハリーエンジェル (英:Harry Angel,2014年2月8日 - )は、アイルランド生まれのイギリスの競走馬。主な勝ち鞍に2017年ジュライカップ、スプリントカップがある。主戦騎手はアダム・カービー。

## 競走馬時代

### 2歳(2016年)
2歳になったハリーエンジェルはイギリスのクライブ・コックス厩舎へと入厩。2016年5月、アスコット競馬場のメイドン戦でカービー騎手を背にデビューし2着。その後休養を挟み2戦目に重賞のG2ミルリーフステークスを選択。するとここを2着馬に2馬身をつけ快勝、父のダークエンジェルも勝利している舞台で初勝利を重賞の舞台で成し遂げた。

### 3歳(2017年)
3歳となったハリーエンジェルは2000ギニー路線には向かわずスプリント路線を歩むことを選択。始動戦となった5月のG3パヴィリオンステークスでは抜け出したブルーポイントを差し切るには至らず2着と惜敗。しかし次走のG2サンディレーンステークスでは圧倒的人気に応え後続を4馬身離し圧勝。この勝ちっぷりが評価されたハリーエンジェルはこのレースの後ゴドルフィンにトレードされる。
ゴドルフィンに移籍したハリーエンジェルは当初の予定通りロイヤルアスコットのコモンウェルスカップへ出走、2番人気に推されるがここまで2歳G1フェニックスステークスを含む5戦5勝の無敗馬カラヴァッジオに僅差で2着に敗れる、因みに2走前のパヴィリオンステークスでハリーエンジェルを負かした同じゴドルフィンのブルーポイントは3着に敗れている。次走には夏のスプリント路線の大舞台ジュライカップを選択。レースでは先団に取り付き、最後は追い込んできた前年の覇者で古馬の大将格リマトを封じ完勝。初G1制覇を成し遂げた。またこの勝利で前走敗れたカラヴァッジオ(4着)へのリベンジも達成、鞍上のカービー騎手とコックス調教師とのコンビは2013年にもリーサルフォースで制しており共にジュライカップ2勝目となった。続くヘイドック競馬場で行われたスプリントカップも、後続を全く寄せ付けない横綱相撲を見せ4馬身差の圧勝。G1連勝となった。しかしブリティッシュチャンピオンズスプリントステークスではいつもの伸びが見られず過去最低の4着に敗れ、そのまま休養に入ることになった。しかしこの年の活躍が高く評価されカルティエ賞最優秀短距離馬を受賞した。

### 4歳(2018年)
古馬シーズン初戦となったG2デュークオブヨークステークスでは61キロを背負いながらも2着のブランドに2馬身つけ快勝、4歳シーズン好発進を決める。次走のロイヤルアスコット開催のG1ダイヤモンドジュビリーステークスでも前年の活躍と前年の勝ち方が大きく評価され、ロイヤルアスコット制覇を目指しオーストラリアから移籍、前走のG2グリーンランズステークスで移籍初戦ながら快勝したクールモアの刺客マーチャントネイビーやオーストラリアからの遠征馬で鞍上にランフランコ・デットーリを迎えるレッドカークウォリアーを抑え1番人気に支持される。しかしスタートで出遅れてしまい、終始全くレースにならず過去最悪の11着と惨敗してしまう。実はゲート入れの際に馬服とスムーズにゲートに入れるために顔にマスクを身につけており、このマスクを騎手が取ろうとしたタイミングで馬が暴れた。この時に本来ならゲートが開いたタイミングで外れる馬服が何かの拍子で後脚に引っかかってしまい、ハリーエンジェルのゲート上に設置されたカメラにはスタート直後に馬服に引っかかった左後脚が捉えられており、この左後脚でゲートを蹴る形でスタートを切ってしまったため、出遅れてしまった。またこのレースの後にゲート内で負った裂傷が見つかり、この怪我が原因で連覇が懸かっていたジュライカップを回避することになってしまった。思わぬ大敗と怪我を負ったがスプリントカップ連覇を目標になんとか立て直して出走にこぎ着けた。怪我明けの一戦だったが1番人気に推され、レースでは逃げの手にうったが最後は力尽き勝ったザティンマンから4馬身離れた6着に敗れた。シーズン最後の一戦には前年と同じくブリティッシュチャンピオンズスプリントステークスが選ばれた。前走のスプリントカップを勝ったザティンマンに次ぐ2番人気に推され、2番手からレースを進めたが逃げていた伏兵のサンズオブマリを差し切れず2着に終わった。またレース後、このレースを最後に引退し2019年からダルハムホールスタッドで種牡馬入りするとダーレーグループから発表された。

## 評価
2017年当時ゴドルフィンのCEOであったジョン・ファーガソン氏はハリーエンジェルについて「現役の若駒の中で秀でた一頭」であると高く評価しており、種牡馬としても大きく期待を寄せるコメントを残している。また同馬を管理するコックス調教師も「一生に一度出会えるかくらいの馬」と絶賛している。

## 種牡馬時代

### 主な産駒
- 2020年産
  - Tom Kitten - スプリングチャンピオンステークス、ジ・オールスターマイル
  - War Machine - ストラドブロークハンデキャップ
- 2021年産
  - Private Harry - ザギャラクシー

## 血統表
| ハリーエンジェルの血統      | ハリーエンジェルの血統 | ハリーエンジェルの血統 | （血統表の出典）   | （血統表の出典） |
| 父系                        | ノーザンダンサー系     | ノーザンダンサー系     | ノーザンダンサー系 |                  |
| 父 Dark Angel 2005 芦毛     | 父の父Acclamation      | Royal Applause         | *ワージブ          | *ワージブ        |
| 父 Dark Angel 2005 芦毛     | 父の父Acclamation      | Royal Applause         | Flying Melody      |                  |
| 父 Dark Angel 2005 芦毛     | 父の父Acclamation      | Princess Athena        | Ahonoora           | Ahonoora         |
| 父 Dark Angel 2005 芦毛     | 父の父Acclamation      | Princess Athena        | Shopping Wise      |                  |
| 父 Dark Angel 2005 芦毛     | 父の母Midnight Angel   | Machiavellian          | Mr. Prospector     | Mr. Prospector   |
| 父 Dark Angel 2005 芦毛     | 父の母Midnight Angel   | Machiavellian          | Coup de Folie      |                  |
| 父 Dark Angel 2005 芦毛     | 父の母Midnight Angel   | Night at Sea           | Night Shift        | Night Shift      |
| 父 Dark Angel 2005 芦毛     | 父の母Midnight Angel   | Night at Sea           | Into Harbour       |                  |
| 母 Beatrix Potter 2005 栗毛 | 母の父Cadeaux Genereux | Young Generation       | Balidar            | Balidar          |
| 母 Beatrix Potter 2005 栗毛 | 母の父Cadeaux Genereux | Young Generation       | Brig o'Doon        |                  |
| 母 Beatrix Potter 2005 栗毛 | 母の父Cadeaux Genereux | Smarten Up             | Sharpen Up         | Sharpen Up       |
| 母 Beatrix Potter 2005 栗毛 | 母の父Cadeaux Genereux | Smarten Up             | Languissola        |                  |
| 母 Beatrix Potter 2005 栗毛 | 母の母Great Joy        | Grand Lodge            | Chief's Crown      | Chief's Crown    |
| 母 Beatrix Potter 2005 栗毛 | 母の母Great Joy        | Grand Lodge            | La Papagena        |                  |
| 母 Beatrix Potter 2005 栗毛 | 母の母Great Joy        | Cheese Soup            | Spectacular Bid    | Spectacular Bid  |
| 母 Beatrix Potter 2005 栗毛 | 母の母Great Joy        | Cheese Soup            | Avum               |                  |
| 母系(F-No.)                 | (FN:1-l)               | (FN:1-l)               | (FN:1-l)           | [ § 2 ]          |
| 5代内の近親交配             | なし                   | なし                   | なし               | [ § 3 ]          |
| 出典                        | 1. 2. 3.               | 1. 2. 3.               | 1. 2. 3.           | 1. 2. 3.         |